# Ігметово
Ігме́тово (рос. Игметово, башк. Иғмәт) — село у складі Ілішевського району Башкортостану, Росія. Адміністративний центр Ігметовської сільської ради.
Населення — 296 осіб (2010; 340 у 2002).
Національний склад:
- башкири — 96 %